# The Guardian (film 1917)
The Guardian è un film muto del 1917 diretto da Arthur Ashley.

## Produzione
Il film fu prodotto dalla Peerless Productions e dalla World Film.

## Distribuzione
Il copyright del film, richiesto dalla World Film Corp., fu registrato il 18 agosto 1917 con il numero LU11257.
Distribuito dalla World Film e presentato da William A. Brady, il film uscì nelle sale cinematografiche statunitensi 1º settembre 1917.